# Perteque
Perteque (em turco: Pertek), Berdaque (em armênio: Բերդակ; romaniz.: Berdak) ou Pertegue (em curdo: Pêrteg) é uma cidade e distrito na província de Tunjeli, na Turquia. O distrito tem 858 km² de área e em dezembro de 2021 tinha 11 011 habitantes (densidade: 12,8 hab./km²).

## História
Perteque está a 20 quilômetros a nordeste de Carpete (atual Elaze), num vale arborizado do tributário da margem direita do Eufrates. Na Antiguidade pertencia ao distrito (gavar) de Anzitena, na província de Sofena do Reino da Armênia. Durante o período otomano, era um sanjaco curdo hereditário. A cidade velha de Perteque (Eski Pertek) estava localizada perto da cidadela, mas foi abandonada em 1838 e transferida para sua localização atual. Fontes armênias afirmam que cerca de 180 armênios ainda viviam na cidade velha até o início dos anos 1900, apesar do aumento do nível das águas do Eufrates; Eles viviam da agricultura, jardinagem e artesanato.
Depois de 1889, foi totalmente incorporada ao vilaiete de Carpute como um distrito (anaia) do caza de Charsanjaque dentro do sanjaco de Dersim. De acordo com o censo otomano de 1881, havia seis bairros na cidade - 1154 homens no total (966 muçulmanos, 188 apostólicos armênios) em 520 domicílios. O distrito, em geral, tinha 23 aldeias: 127 homens no total (943 muçulmanos, 184 apostólicos armênios) em 552 domicílios. As mulheres eram frequentemente subcontadas ou totalmente desconsideradas nas contagens do censo.  Durante o massacre de 1895, Perteque foi destruída e sua população armênia foi convertida à força ao islamismo.
Existem duas mesquitas otomanas históricas em Perteque do século XVI, a de Baissungur e a de Jelebi Ali. As mesquitas foram posteriormente desmanteladas e movidas do local da cidade velha para protegê-las da elevação da costa do lago de Quebane. O Castelo de Perteque está localizado numa ilha. Fontes do séculos XIX e XX afirmam que Perteque possuía uma escola e quatro igrejas antigas: as de Santa Mãe de Deus (Surb Astvacacin), de São Simeão (Surb Šmawon) e dos Quarenta Mártires (K’arrasun Mankunk’) e o mosteiro de Teodoro (Toros) ou Tiquim. Existem outros pontos turísticos históricos na área próxima. A vila de Samane tem uma cidadela em ruínas com uma mesquita do século XVI, tumba e tekke construídos pelo sanjaco-bei curdo Caicosroes (Keykusrav).

## Composição
Além da cidade de Perteque, o distrito é formado por 45 vilas (köy) e 75 aldeolas:
- Acdemir (Akdemir)
- Ardeche (Ardıç)
- Arpale (Arpalı)
- Axaegulbaqueche (Aşağıgülbahçe)
- Aiazpenar (Ayazpınar)
- Baquerle (Bakırlı)
- Baledute (Ballıdut)
- Beidame (Beydamı)
- Bichemacaia (Biçmekaya)
- Bulgurtepe
- Cajarlar (Kacarlar)
- Caragunei (Karagüney)
- Caiaba (Kayabağ)
- Cazeleve (Kazılıv)
- Chaquerbaqueche (Çakırbahçe)
- Chaleozu (Çalıözü)
- Chataxu (Çataksu)
- Chucurja (Çukurca)
- Cochepenar (Koçpınar)
- Colancaia (Kolankaya)
- Conaclar (Konaklar)
- Conurate (Konurat)
- Corluja (Korluca)
- Demirsabane (Demirsaban)
- Dere
- Dereli
- Dorutai (Dorutay)
- Elmacaxe (Elmakaşı)
- Guechitiaca (Geçityaka)
- Govedeli (Gövdeli)
- Gunboaze (Günboğazı)
- Ialencaia (Yalınkaya)
- Iamachoba (Yamaçoba)
- Ienicoi (Yeniköy)
- Iucaregulbaqueche (Yukarıgülbahçe)
- Iucareiacabaxe (Yukarıyakabaşı)
- Merjimeque (Mercimek)
- Penarlar (Pınarlar)
- Pirinchi (Pirinççi)
- Samane (Sağman)
- Sogutlutepe (Söğütlütepe)
- Sumaque (Sumak)
- Surguche (Sürgüç)
- Tozcoparane (Tozkoparan)
- Ulupenar (Ulupınar)